# Bunker am Herrenhäuser Markt

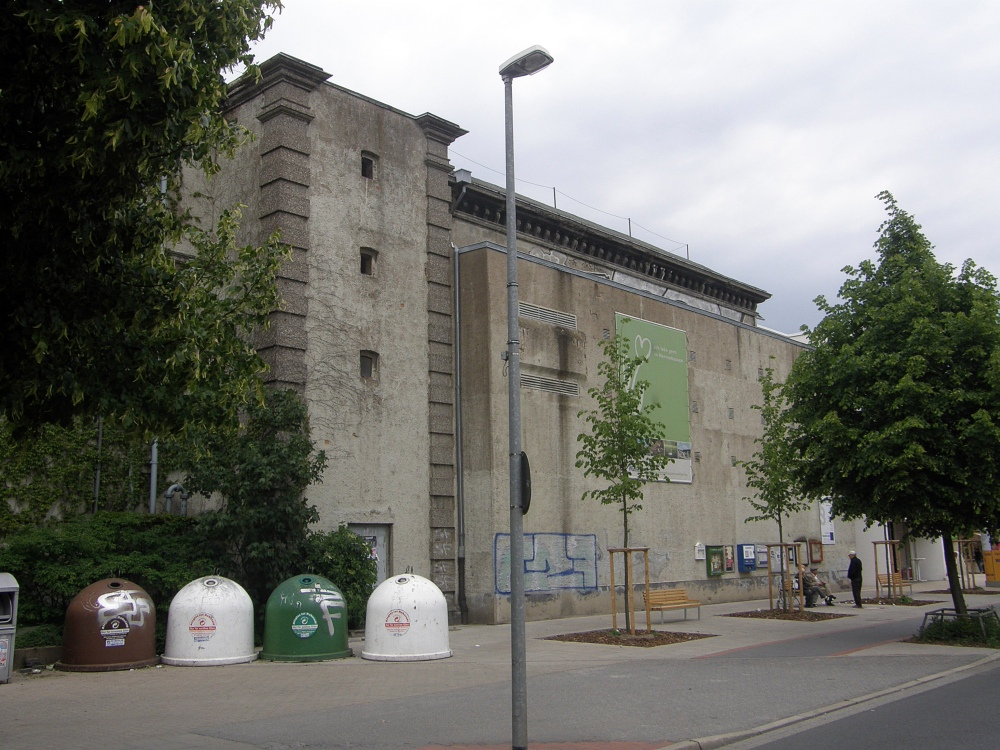
Der Bunker an der Herrenhäuser Straße vor dem Abriss (2010)

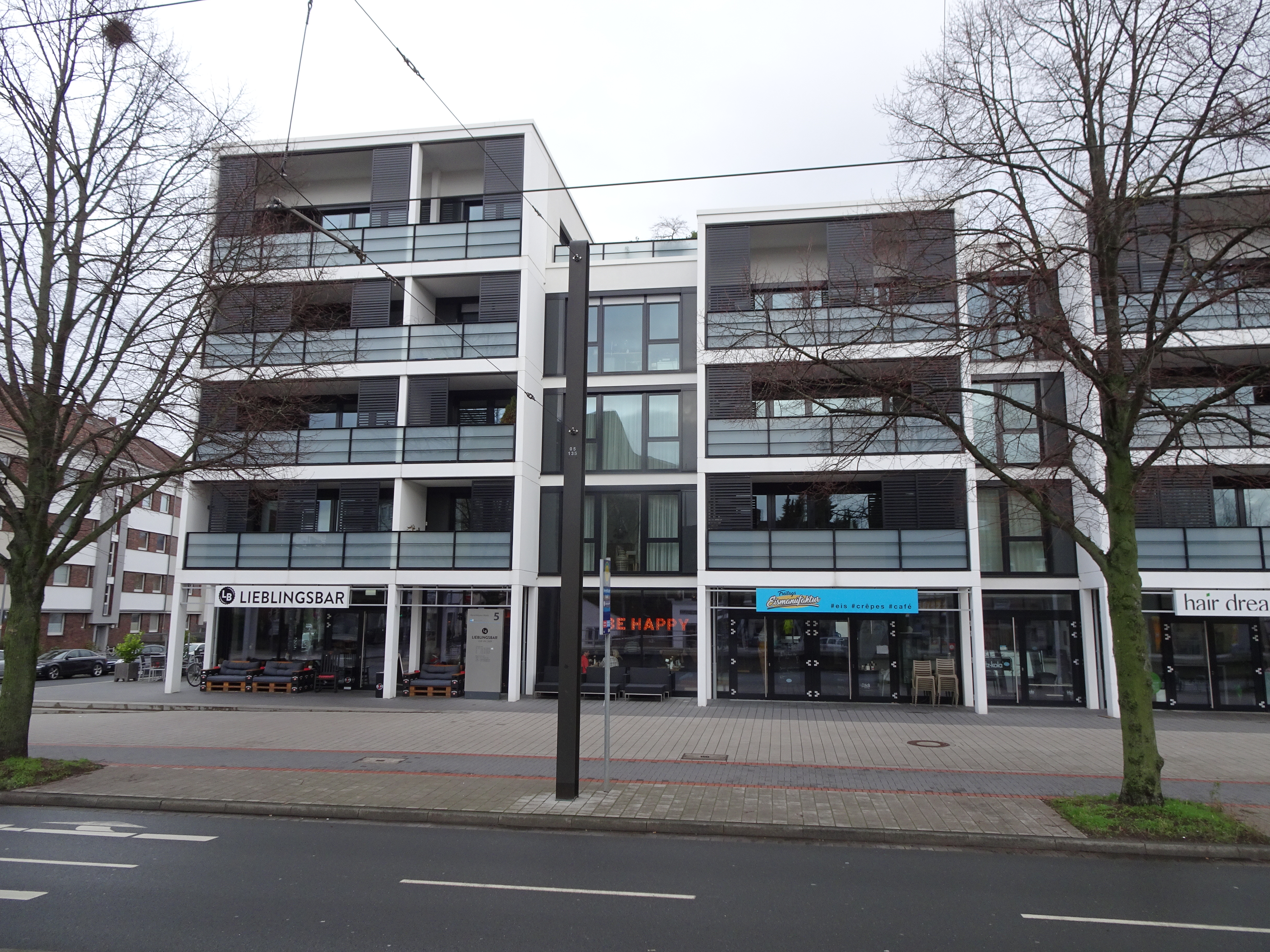
Neubau „Herrenhäuser Markt“ an der Stelle des Bunkers (2019)

Der Bunker am Herrenhäuser Markt in Hannover war der größte Bunker der Stadt, der in den Jahren 2014 und 2015 abgerissen wurde. Erbaut zur Zeit des Nationalsozialismus während des Zweiten Weltkrieges, bot der Großbunker während der Luftangriffe auf Hannover eingelassenen Schutzsuchenden hinter 2,5 Meter dicken Außenmauern Zuflucht auf fünf Ebenen.
In der Nachkriegszeit wurde der Bunker bis zum Jahr 2012 für Zwecke des Zivilschutzes vorgehalten. Mit seinem klobigen Erscheinungsbild und seinen Ausmaßen dominierte er den Platz am Herrenhäuser Markt. Daher wurde direkt neben dem Hochbunker ein futuristisches Gebäude errichtet, um die Wirkung des kolossartigen Betonklotzes abzumildern.
Um die Jahrtausendwende gab es Vorschläge, die marode Fassade des Bunkers durch großflächige Illusionsmalereien zu kaschieren, die jedoch nicht umgesetzt wurden.
Im Jahr 2013 stimmte die Stadt Hannover einem Verkauf an eine Wohnungsbaugesellschaft zu. Diese plante den Abriss des Bunkers. Er sollte – um die umliegenden Häuser nicht zu gefährden – nicht gesprengt, sondern durch Herausschneiden großer Blöcke Stück für Stück demontiert werden.